# سیارک ۱۵۶۳۵
سیارک ۱۵۶۳۵ (به انگلیسی: 15635 Andrewhager، نامگذاری:2000JV27) پانزده هزار و ششصد و سی و پنجمین سیارک کشف شده‌است که در ۷ مه ۲۰۰۰ کشف شد.
قدر مطلق سیارک برابر ۱۹.۵ است.